# Вальборж, Людовик
Людовик Вальборж (фр. Ludovic Valborge; 1889 — 1945) — гаитянский спортивный стрелок. Бронзовый призёр летних Олимпийских игр 1924 года.

## Биография
Людовик Вальборж родился в 1889 году.
Служил в гаитянской жандармерии под руководством морской пехоты США: Штаты оккупировали Гаити в 1915 году.
В 1924 году вошёл в состав сборной Гаити на летних Олимпийских играх в Париже. Стрелки отправились на Игры на средства сотрудников жандармерии, каждый из которых в течение пяти месяцев отчислял по 5 % зарплаты на финансирование команды.
В стрельбе из произвольной винтовки с 600 метров лёжа поделил 6-7-е места с Альбером Куркеном из Франции, набрав 90 очков из 100 возможных и уступив 5 очков завоевавшему золото Баду Фишеру из США. В командной стрельбе из произвольной винтовки с 400, 600 и 800 метров команда Гаити, за которую также выступали Астрель Роллан, Людовик Огюстен, Дестен Дестин и Элуа Метюллюс, завоевала бронзовую медаль, которая стала для страны первой в истории Олимпийских игр. Гаитяне набрали 646 очков, уступив в перестрелке сборной Франции и проиграв 30 очков завоевавшей золото сборной США.
Умер в 1945 году.